# Summit Air
Summit Air, bis 13. März 2017 Goma Air, ist eine nepalesische Fluggesellschaft mit Sitz in Kathmandu und Basis auf dem Flughafen Kathmandu.

## Geschichte
Summit Air wurde 2011 als Goma Air gegründet und ist auf STOL-Verbindungen im Hochgebirge spezialisiert. Der Betrieb wurde damals mit zwei Cessna 208 aufgenommen und 2014 durch fabrikneue STOL-Flugzeuge mit größerer Kabine ersetzt.
Die Fluggesellschaft befindet sich, wie alle nepalesischen Fluggesellschaften, auf der Liste der Betriebsuntersagungen für den Luftraum der Europäischen Union und darf somit die Europäische Union nicht anfliegen.

## Ziele
Seit ihrer Gründung fliegt die Airline Ziele in ganz Nepal an. Im aktuellen Flugplan werden Ziele von den drei Basen Kathmandu, Pokhara, Nepalganj bedient. Ebenso dienen die Flughäfen Surkhet und Dhangadhi als Ausgangspunkt mehrerer Flugverbindungen.
Vor allem während der Wandersaison werden vermehrt Flüge ins Gebirge angeboten. So befindet sich auch der Flughafen Lukla im Flugplan der Airline, welcher als Ausgangspunkt für Wanderungen und Besteigungen des Mount Everest angesehen wird.
Des Weiteren werden Regionen in Nepal angeflogen, welche auf dem Landweg kaum bis gar nicht zu erreichen sind und somit aus der Luft versorgt werden müssen.

## Flotte
Mit Stand Juli 2022 besteht die Flotte der Summit Air aus vier Flugzeugen:
| Flugzeugtyp | Luftfahrzeugkennzeichen | Anmerkungen | Sitzplätze |
| ----------- | ----------------------- | ----------- | ---------- |
| Let L-410   | 9N-AMP                  |             | 18         |
| Let L-410   | 9N-AMG                  |             | 18         |
| Let L-410   | 9N-AKZ                  |             | 18         |
| Let L-410   | 9N-AND                  |             | 18         |

In der Vergangenheit wurden auch zwei Cessna 208 betrieben.

## Zwischenfälle
- Am 27. Mai 2013 wurde eine Cessna 208B Grand Caravan (Luftfahrzeugkennzeichen 9N-AJU) bei einer missglückten Landung auf den Flughafen Simikot schwer beschädigt. Die elf Menschen an Bord, neun Passagiere und zwei Besatzungsmitglieder, blieben unverletzt.[7]

- Am 27. Mai 2017 kam es zu einem missglückten Landeversuch eines Frachtflugzeugs des Typs Let L-410 (9N-AKY) mit drei Personen an Bord auf dem Flughafen Lukla. Aufgrund eines Strömungsabrisses war die Maschine mit Bäumen kollidiert und kurz vor der Landebahn bei ansteigendem Gelände in einen Erdwall gestürzt. Der Kapitän und der Kopilot wurden getötet, die dritte Person überlebte den Unfall. Der Frachtflug war in Kathmandu gestartet (siehe auch Summit-Air-Flug 409).[8]
- Am 14. April 2019 kam ein Flugzeug des Typs Let L-410 (9N-AMH) mit 3 Besatzungsmitgliedern an Bord am Flughafen Lukla aus bislang ungeklärten Gründen von der Startbahn ab und kollidierte mit 2 geparkten Helikoptern. Dabei kamen laut der Himalayan Times 3 Personen, der Kopilot und 2 Polizisten am Boden, ums Leben. Drei weitere Personen wurden verletzt (siehe auch Summit-Air-Flug 802D).[9][10]